# 孔子文化賞
孔子文化賞（こうしぶんかしょう）は、孔健（孔子の第75代直系子孫、中国巨龍新聞主幹）が会長を務める一般社団法人・世界孔子協会によって、2010年に制定された。日中友好の懸け橋として尽力し、孔子と論語の精神の普及に貢献した人物に贈与される賞である。

## 受賞者

### 第1回
- 野村克也（プロ野球・東北楽天ゴールデンイーグルス名誉監督）[1][2]
- 渡邉美樹（ワタミグループ創業者）
- 北尾吉孝（SBIホールディングス代表取締役執行役員CEO）
- 酒井雄哉（比叡山延暦寺大阿闍梨）

### 第2回
- 福田康夫　（元総理大臣）
- 稲盛和夫（財団法人稲盛財団理事長）[3]
- 高木厚保（会津藩校日新館名誉顧問）
- 一条真也（作家・平成心学塾塾長・株式会社サンレー社長）[4]

### 第3回
- 鈴木敏文（株式会社セブン&アイ代表取締役会長）
- 丹羽宇一郎（元伊藤忠会長、前在中国日本大使）
- 佐々木常夫（東レ経営研究所特別顧問）
- 中村紀雄（元群馬県議会議長）

### 第4回
- 平原一雄（公益財団法人東洋学林理事長）
- 柳井正（ファーストリテイリング代表取締役）
- 行徳哲男（日本ＢＥ研究所所長）
- 中村嘉男（高尾学館校長）